# Копиця Маріанна Давидівна
Маріанна Давидівна Копиця (нар. 15 квітня 1947) — український музикознавець, доктор мистецтвознавства (2009), професор Національної музичної академії ім. Чайковського. Дочка письменника Давида Копиці,  дружина композитора Івана Карабиця (1945–2002), мати диригента Кирила Карабиця.

## Життєпис
Закінчила КССМШ 1966 року. З 1966 по 1971 навчалась на історико-теоретичному факультеті Київської консерваторії (клас Л. Єфремової). Захистила кандидатську дисертацію з мистецтвознавства «Специфіка протиріччя в драматургічному конфлікті симфоній Б. М. Лятошинського»(1974). 2009 року захистила докторську дисертацію на тему «Епістологічні документи історії української музики: методологія, теорія, практика».
З 1978 року член НСКУ, а з 1999 член правління.
З 1975 року викладає у Київській консерваторії (нині НМАУ ім. Чайковського), з 1989 доцент та 2007 — професор.
Очолювала прес-групи національних конкурсів та фестивалів, зокрема «Київ Музик Фесту» (з 1990 по 2006).
Авторка досліджень з проблем української музики, зокрема творчості Б. Лятошинського, М. Скорика, Р. Глієра, Ю. Мейтуса, В. Косенка, А. Штогаренка, М. Лисенка, Б. Гмирі та ін., музичної культурології, джерелознавства, музичного менеджменту та музичної епістології.

## Вибрані музикознавчі праці
- Симфонії Б. М. Лятошинського: Епоха, колізії, драматургія. — Київ, 1990.
- Борис Лятошинський. Епістолярна спадщина. — Київ, 2002.
- Епістологія в лабіринтах музичної історії. — Київ, 2008.
- Вибране. — Київ ; Ніжин, 2018[2].